# Bittschriftenlinde

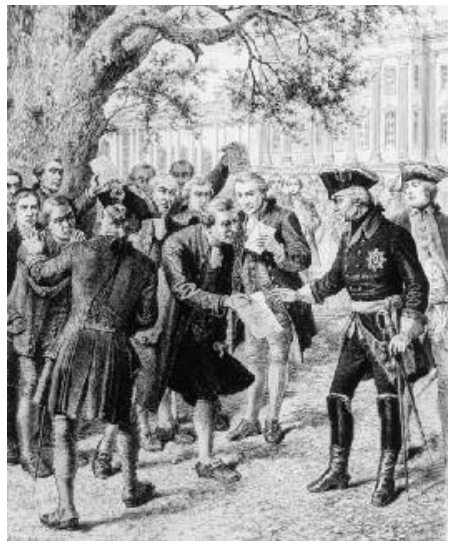
Spätere Darstellung, wie Friedrich II. an der Linde Bittschriften entgegennimmt

Die Bittschriftenlinde stand in Potsdam in der Humboldtstraße, an der südlichen Ecke des Stadtschlosses. Sie war der bekannteste Baum der Stadt. An der Stelle des ursprünglichen Baumes steht heute eine zweite Linde, die ebenfalls Bittschriftenlinde genannt wird.

## Geschichte
Ihren Namen hat die Linde von den Bittschriften, die dort an die Preußischen Könige übergeben wurden. Vor allem Friedrich der Große, der den Baum von seinem Arbeitszimmer im Schloss gut einsehen konnte, nahm dort regelmäßig Suppliken entgegen. Später wurden solche der Linde aber auch einfach an die Zweige geheftet.

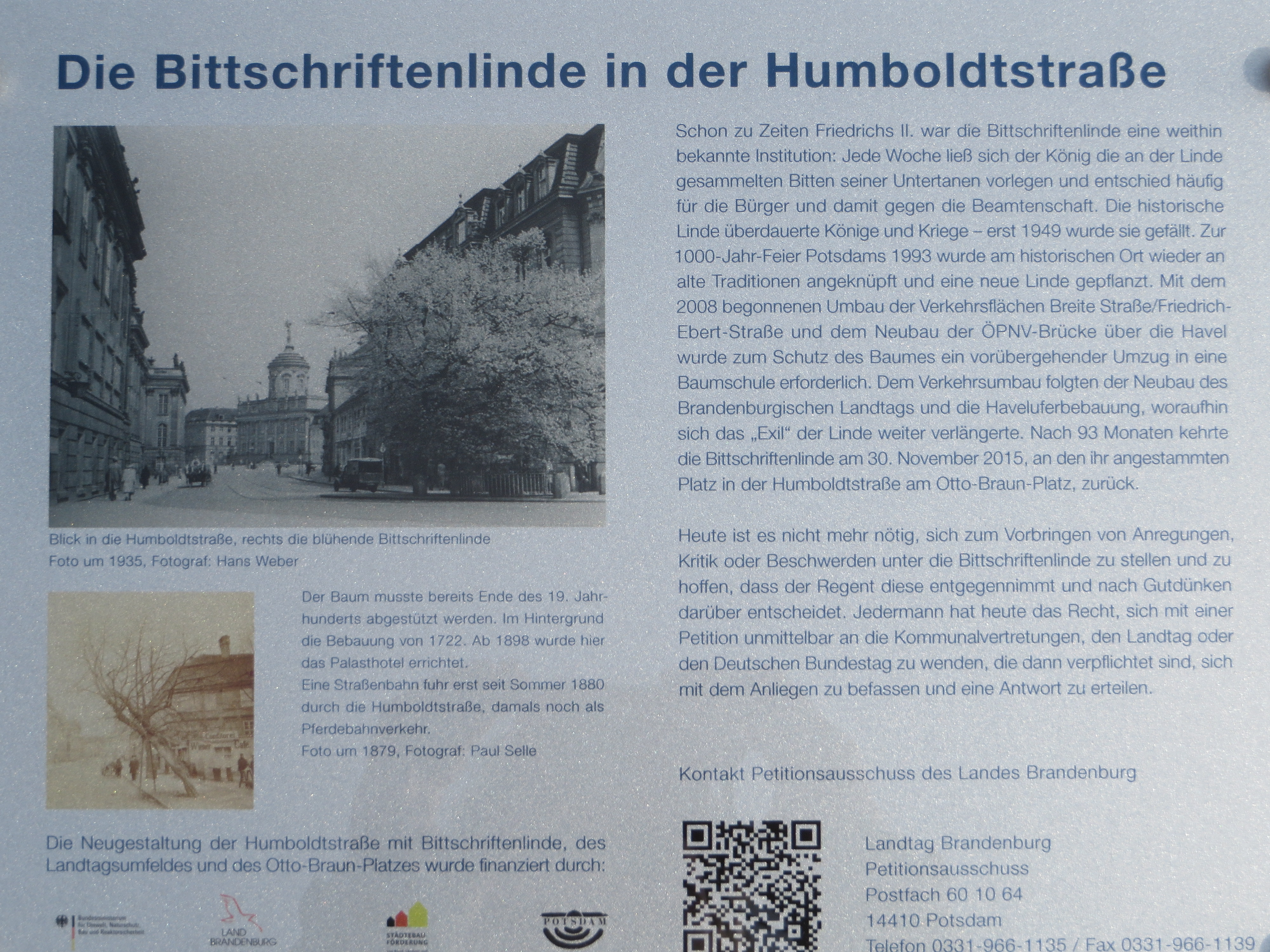
Hinweistafel an der Linde, 2017

Heutzutage steht neben der Linde eine Hinweistafel, die über den Baum und dessen Geschichte informiert. Darauf ist auch ein Datencode angebracht, über den man sich mittels Mobiltelefon direkt mit der Internetseite des Petitionsausschusses des Brandenburgischen Landtags verbinden kann, um dort dann gegebenenfalls gleich an Ort und Stelle eine Petition, die parlamentarische Form der Bittschrift, einreichen zu können.

## Erste Linde
Von den nahe dem Stadtschloss gepflanzten Kaiserlinden aus der Zeit des Großen Kurfürsten blieb nach 1886 nur noch eine einzige, die Bittschriftenlinde, übrig. Bereits altersschwach, überstand sie 1945 zwar noch die Zerstörungen des Zweiten Weltkriegs, wurde schließlich aber am 9. Januar 1949 doch gefällt.

## Zweite Linde

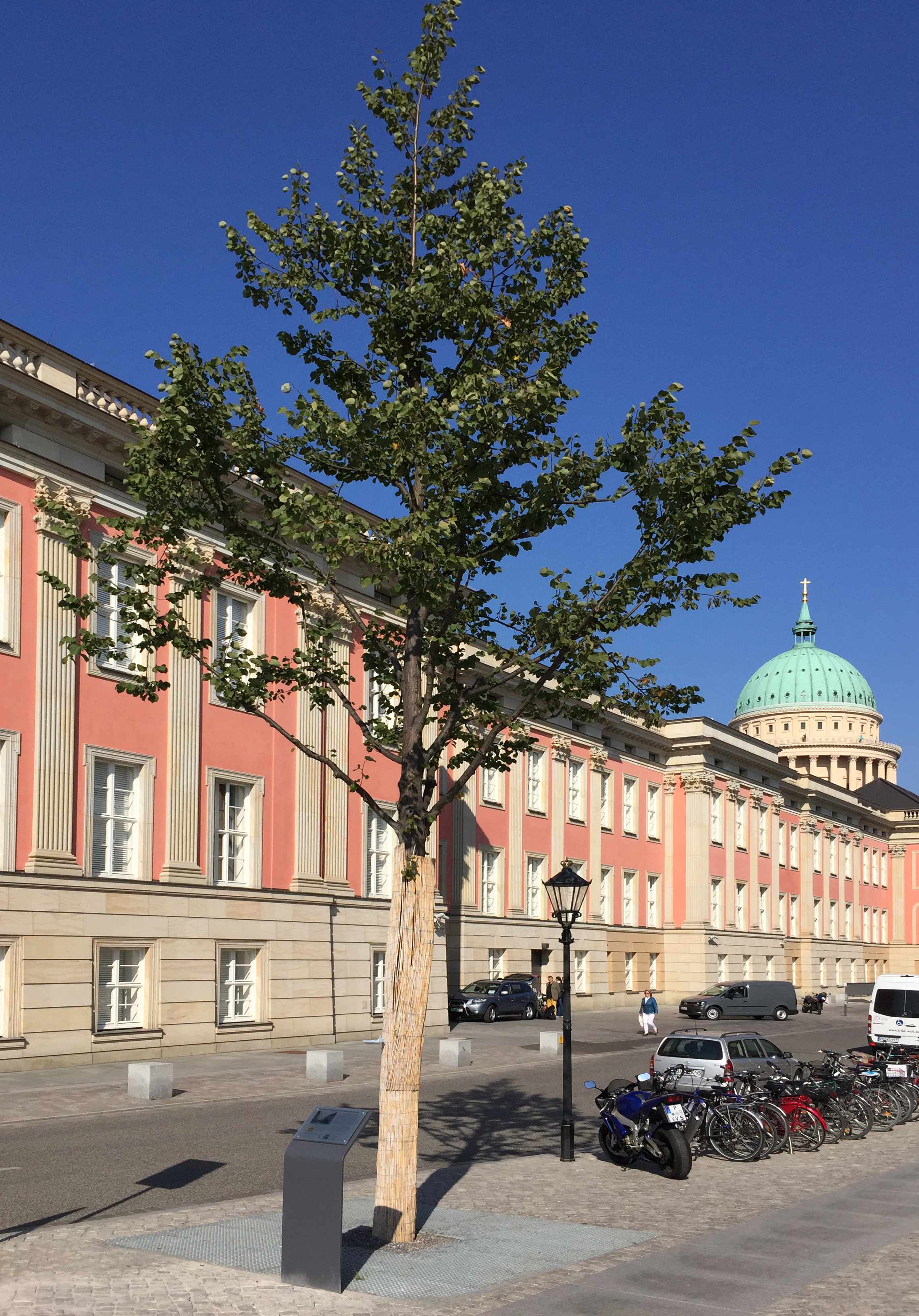
Die neue Bittschriftenlinde am Otto-Braun-Platz vor dem Stadtschloss

Zum 1000-jährigen Stadtjubiläum Potsdams wurde 1993 an historischer Stelle eine neue Linde gepflanzt, die während der großen Bauarbeiten im frühen 21. Jahrhundert zur Überdauerung in eine Baumschule verpflanzt wurde und seit Ende November 2015 wieder an ihrem angestammten Platz am Otto-Braun-Platz, vor dem einstigen Arbeitszimmer Friedrichs des Großen am Stadtschloss steht.